# Mo'vez Lang
 (juillet 2025).
Mo'vez Lang est un groupe de hip-hop français, originaire de Boulogne, dans les Hauts-de-Seine. Il est composé de trois rappeurs de la cité du Pont-de-Sèvres à Boulogne (Hauts-de-Seine). Le groupe est composé de LIM (Salim Lakhdari), Cens Nino (Houcene Marega), et Boulox Force (Djiby Diop).

## Biographie[pasclair]
Mo'vez Lang est initialement composé de Boulox, Cens Nino, LIM, Kaizer et Furax. Ils grandissent ensemble dans les Hauts-de-Seine, jouent notamment dans la même équipe de football et commencent le rap très jeune, vers 9-10 ans, en 1990[réf. nécessaire]. Ils sont rapidement repérés par les Sages Poètes de la Rue et se joignent à eux en 1994 pour leur tournée européenne (multipliant depuis les apparitions scéniques avec plus de 100 concerts)[réf. nécessaire]. C'est alors que nait le collectif Beat De Boul, fondé par les Sages Poètes de la Rue, et composé de la Malekal Morte, Mo'vez Lang, Sir Doum's, Pass Partoo, Nysay, IMS, Arafat, et Lunatic[réf. nécessaire].
La première apparition discographique du groupe a lieu en 1996 dans les Cool Sessions 2 de Jimmy Jay avec le morceau Poison juvénile, la première chanson produite par LIM. Entre-temps, ils participent à la chanson Onze 44 sur l'album La voie du peuple du groupe Démocrates D en compagnie de Bambi Cruz, La ville (toujours B2B). En 1999, ils publient leur premier album Héritiers de la rue, album enregistré pendant le Ramadan et plébiscité par la critique rap[réf. nécessaire]. La qualité des productions assurées par les proches du groupe (Melopheelo, Zoxea, Aarafat). Cet album ne connaitra pas de succès commercial. Le groupe sort également en 2003 la mixtape Original Street Tape. LIM commence alors à prendre les choses en mains et va sortir de nombreux projets : Violences urbaines (2002), Double violences urbaines (2004), Enfant du ghetto (2005), Rue avec Alibi Montana (2005), Triple violences urbaines (2006) et enfin Délinquant (2007) sans oublier ses diverses apparitions[source secondaire nécessaire].
Annoncé depuis un bon moment, le deuxième album du groupe, Associés à vie, est publié en septembre 2008. L'album atteint la 13e place des classements français. En 2012, ils participent au premier album de Melan, La vingtaine, avec leur chanson La vie est pleine de surprises. En mai 2014, LIM annonce sa mixtape Violence urbaine IV qui fera participer Mo'vez Lang.

## Discographie

### Apparitions
- 1994 : Mo'vez Lang et Melopheelo - Langue Flow (sur la compilation Sortir du tunnel)
- 1995 : Mo'vez Lang feat. Zoxea - Avant la mort (sur la mixtape Just dangerous de Moda & Dan)
- 1995 : Démocrates D - Onze 44 (sur l'album la voie du peuple)
- 1996 : Mo'vez Lang Feat. Dany Dan - Poison juvénile (sur la compilation Les cools sessions Vol.2)
- 1997 : Mo'vez Lang - Original futur style (sur l'EP du Beat De Boul, Dans la sono)
- 1998 : Mo'vez Lang feat. Agression Verbale - Évry-Boulogne connexion
- 1998 : Cens Nino feat. Sages Poètes de la Rue et Sir Doum's - Beat de Boul (sur la compile Opération freestyle)
- 1999 :  Mo'vez Lang feat. Malekal Morte, H2o et Ali - L'ère des mc's sans maille (sur la compile de La Légion, La haine au cœur)
- 1999 : Mo'vez Lang feat. Mala, TNT et H2B - C'est une tuerie (sur la mixtape d'Iron Sy & Black Killah, La tuerie)
- 2000 : Les X et Ghetto Diplomats feat. Mo'vez Lang - Microphonik reurti (sur l'album des X & Ghetto Diplomats, Big Bang Vol.1)
- 2000 : Boulox Force feat. Cens Nino et Pass Partoo - L'arnaque (sur l'EP du Beat De Boul, Dans la ville)
- 2003 :  Nysay feat. Mo'vez Lang - Freestyle (sur la mixtape de Nysay, Starting blocks)
- 2003 : Cens Nino - Bienvenue (sur la mixtape de Mala, Ma zone)
- 2005 : Mo'vez Lang - À c'qu'il parait (sur l'album de LIM Enfant du Ghetto)
- 2005 : Mo'vez Lang - Laisse tomber Hélène (sur l'album de LIM Enfant du Ghetto)
- 2005 : LIM feat. Cens Nino - À c'qu'il parait (sur l'album de LIM Enfant du Ghetto)
- 2005 : Nysay feat. Mo'vez Lang - Nysay et Mo'vez Lang (sur la mixtape de Nysay, L'asphaltape)
- 2006 : Sir Doum's feat. Boulox Force et LIM - Sir Do et la MV (sur le street CD de Doum'S, L'alien)
- 2007 : EXS (Nysay) feat. Boulox Force et Issaka - Fais tourner (sur le street CD d'Exs, Dix ans plus tard)
- 2007 : Boulox feat. Larsen et LIM - Taximan (sur la BO de Taxi 4)
- 2007 : Boulox feat. LIM, Kadillac, Fantom et Samira - Interdit aux bouffons (sur la compilation éponyme)
- 2007 : LIM feat. Boulox - Menotté (sur le maxi Délinquant de LIM)
- 2007 : LIM feat. Boulox et Samira - On les baise (sur l'album de LIM, Délinquant)
- 2007 : Mo'vez Lang - On veut tous s'en sortir (sur l'album de LIM, Délinquant)
- 2007 : LIM feat. Boulox, Samira et Aty.K - Mon mec s'est fait péter (sur l'album de LIM, Délinquant)
- 2007 : LIM feat. Boulox - J'ai trop (sur l'album de LIM, Délinquant)
- 2007 : LIM feat. Boulox et Tous Illicites - Freestyle Tous Illicites 1 (sur l'album de LIM, Délinquant)
- 2007 : Mo'vez Lang - Où sont passés nos rêves (sur l'album de LIM, Délinquant)
- 2007 : LIM feat. Boulox et Tous Illicites - Freestyle Tous Illicites 2 (sur l'album de LIM, Délinquant)
- 2009 : Zeler feat. Boulox Force et LIM - Bebebest (sur l'album commun de LIM & Zeler, Evolution urbaine)
- 2009 : Boulox feat. LIM, Zeler, Big Boss et Dokou - Made in Ghetto (sur la compilation Talents fâchés 4)
- 2010 : Cens Nino feat. Cheb Amar - Houma Houma (sur la compilation Illicite Raï)
- 2007 : Boulox Force feat. Houari Marsaoui - Whada Whada (sur la compilation Illicite Raï)
- 2007 : Boulox feat. Demon One, LIM et Selim du 9.4 - La danse des leurs-dea (sur la compilation Street Lourd 2)
- 2011 : Les Genero feat. Boulox Force et Cens Nino - Le rêve du ter ter (sur le Street CD des Genero, Vie de tess)
- 2012 : Zeler feat. Boulox - J'ai su grandir (sur l'album de Zeler, Tremblement de terre)
- 2012 : Zeler feat. Mo'vez Lang, Alibi Montana, 45 Terorist, Alpha Eiko & VA - Tous Illicites (sur l'album de Zeler Tremblement de terre)
- 2012 : L'Skadrille feat. Mo'vez Lang - Tu vas pas m'apprendre (sur l'album de Ghetto Youss d'Exs, Nouvelle marque)
- 2012 : Cens Nino feat. Zeler - Où sont les frères